# لی پرابرت
 لی پرابرت  (به انگلیسی: Lee Probert) (زاده ۱۳ آگوست ۱۹۷۲) داور اهل انگلستان است.
وی داوری را از دهه ۱۹۹۰ شروع کرده و از سال ۲۰۱۰ میلادی در لیست داوران فیفا قرار گرفته است.